# 朝鮮民族主義
朝鮮民族主義泛指朝鮮半島的民族主義。1945年兩韓分裂後，雙方仍透過強烈的同一民族觀念，追求終極統一，並以民族觀展現強烈的共榮共恥感覺，但由民族主義引伸的新歷史觀、領土主張、排外情緒、歧視國內混血公民等問題上，卻一度成為韓國外交和社會焦點。朝鲜民族主义的极端版本是朝鲜纯血主义。

## 背景

### 日治時代

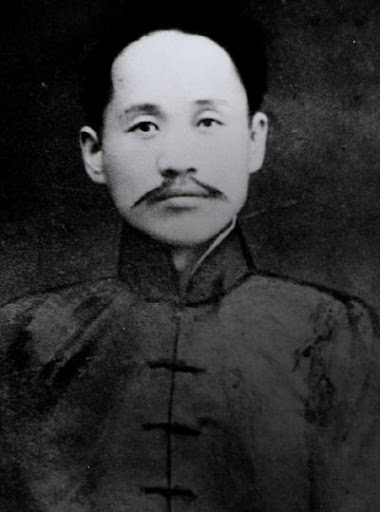
申采浩（1880–1936）的朝鮮新史觀的奠基人，強調朝鮮族是檀君的後代，經歷長時間孤立而形成獨一無二的朝鮮族，其學說影響今天朝鮮半島的史觀

純血主義常在朝鮮半島被奉為千百年的定律，但這種血統論僅在20世紀才植根於朝鮮半島。最初源自西方有關雅利安人種的主張，這一主張又演變成納粹德國的教條。日本殖民地政府沿襲此一學說，聲稱日、朝兩族同宗，血脈純正。雖然大和民族居於大韓民族之上，但因屬同一血脈，朝鮮族可以認祖歸宗，穿和服、寫日字、說日語、拜神道。
日本在宣传这一主张的同时，朝鮮反抗運動也一同展開。其中申采浩從朝鮮流亡中國東北三省、北京及上海等地，最終在1924-25年發表影響深遠的建構歷史書《朝鮮上古史》，提出朝鮮族始於檀君朝鮮。 申采浩一改以往朝鲜王朝将箕子朝鮮作为朝鲜半岛首個朝代的傳統史觀，突出民族历史，将高句麗的強盛，抵檔中國（隋）的入侵，视为朝鮮民族的共同驕傲，以此說明朝鮮民族有能力對抗外族入侵，反抗日本。其民族主義新史觀亦渲染朝鮮民族英雄。例如对16世紀時日本入侵朝鲜的历史描述明显淡化中国明朝派兵帮助朝鲜，而是将重点放在本民族英雄人物李舜臣的英雄事迹上。 迄今，申采浩在南北韓均被喻為「最偉大的史家」，其學說被信守不移，韩朝两国亦将檀君朝鲜作为两国历史的开端。

### 朝韩分治
1945年朝韩分治开始，世界局勢步入冷戰第一階段，朝韩問題成為東西兩大陣營的尖峰，最終爆發朝鮮戰爭，經歷朝鲜战争後，面對分裂局面，美國繼續駐兵韓國，純血理論進一步成為朝鮮民族的統一基礎。在純血理論中，朝鮮民族兄弟之情，血濃於水，否定純血理，也就否定民族性，否定統一、否定外族入侵。
在南韓，純血理論得到進一步推廣；一些韓國學者認為，在李承晩和朴正熙的獨裁年代，純血理論成為政治上有力工具，令人民在不同意識形象交纏時，仍能堅定如一，韓國亦結合純血理論，推廣民族主義。
在北朝鲜，純血主義的神秘主義更為鞏固。朝鮮從1984年開始宣傳金正日的出生地是長白山，在朝鮮重建歷史中，長白山（韓文稱白頭山）被視為檀君降世的地方，朝鮮當局籍此聯繫長白山也是金正日出生地。
2008年4月韓國有學者進行官兵調查，34%的受访者認為美國才是南韓頭號敵人，僅33%的受访者說北韓是頭號大敵；由於朝韩理論上仍處於交戰狀態，據報政府曾意圖阻止發表調查。在朝鲜，類似的情況同樣出現，美國、日本是「宿敵」，但官方文獻卻很少把南韓當成主要敵人。由于民族主义、朝韩统一与左翼之间的关系，韩国的左翼比右翼更倾向民族主义。

## 事件

### 民粹主義
韓國起源論始於何時並無定論，成书于20世纪初的《揆园史话》、《桓檀古记》已经表现出了韓國起源論的渊源，書中指檀君派舜取代尧、派太子扶娄教大禹治水等。但在中國大陸、台灣、日本等地受到注目則是在網路普及之後。在韓國起源論廣為人知之後，帶動相關各國國民的反韓情緒 。
現時朝鮮民族學說多參照三國遺事（13世紀）及東國通鑑（15世紀）的記載，宣揚朝鮮王朝起於公元前2333年。自1920年代申采浩發表發表《朝鮮上古史》後，殿定了現代朝鮮的新史觀基礎，希祈建立朝鮮族的大韓民族性，但朝鮮毗鄰中、日，又是漢字文化圈成員，三國歷史重疊之處，影響了韓國人的獨特性。回應這問題時，南韓近年出現一股更極端的新史風潮。